# Liste der Kirchengebäude im Dekanat Traunstein
Die Liste der Kirchengebäude im Dekanat Traunstein listet die Kirchengebäude im Dekanat Traunstein im Erzbistum München und Freising, welches 2024 aus den vorherigen Dekanaten Traunstein (alt) und Baumburg gebildet wurde.

## Liste

### Ehemaliges Dekanat Traunstein
| Bild | Pfarrkirche                    | Ort                                           | Filialkirchen | Anmerkungen                       |
| ---- | ------------------------------ | --------------------------------------------- | --- | --------------------------------- |
|      | St. Michael                    | Inzell                                        | Nikolauskirche in Inzell-Einsiedl Frauenkirche in Niederachen Antoniuskapelle in Inzell Knappenkapelle in Fahrrießboden Schmelzer Kapelle Brenner Kapelle | Einzelpfarrei                     |
|      | St. Georg                      | Ruhpolding                                    | Johann-Nepomuk-Kapelle Gruftkapelle der Familie Zeller Friedhofskapelle Kapelle in Brand Simandlkapelle in Niedervachenau Kapelle in Oberhausen Filialkirche St. Valentin in Sankt Valentin Häusler-Kapelle in Zell Hofkapelle in Endsee Ortskapelle in Fuchsau Mühlbauernkapelle in Mühlwinkl Hofkapelle in Ort Kapelle in Seehaus Wallfahrtskapelle Maria Schnee in Urschlau | Einzelpfarrei                     |
|      | St. Nikolaus                   | Übersee (Chiemgau)                            | | Einzelpfarrei                     |
|      | Mariä Himmelfahrt              | Fridolfing                                    | Filialkirche St. Martin Nebenkirche St. Johann Nebenkirche St. Koloman in der Lebenau | Pfarrverband Kirchanschöring      |
|      | St. Michael                    | Kirchanschöring                               | | Pfarrverband Kirchanschöring      |
|      | St. Ägidius                    | Kirchstein (Kirchanschöring)                  | | Pfarrverband Kirchanschöring      |
|      | St. Johannes der Täufer        | Petting                                       | | Pfarrverband Kirchanschöring      |
|      | Pfarrkirche Mariä Verkündigung | Haslach (Traunstein)                          | | Stadtkirche Traunstein            |
|      | St. Johannes Baptist           | Kammer (Traunstein)                           | | Stadtkirche Traunstein            |
|      | Hl. Kreuz                      | Traunstein                                    | | Stadtkirche Traunstein            |
|      | St. Oswald                     | Traunstein                                    | St. Rupert und Maximilian Kapuzinerkloster Traunstein St. Georg und Katharina Kapelle St. Johann Nepomuk Kapelle St. Salvator und Joseph in Sparz Kapelle St. Florian in Abstreit | Stadtkirche Traunstein            |
|      | St. Georg                      | Surberg                                       | Kapelle in Surberg Ortskapelle in Oed Hofkapelle in Au St. Vitus und Anna (Ettendorf) Hofkapelle in Holneich Hofkapelle in Nähe Lappen Hofkapelle in Flur Lehen in Surberg | Pfarrverband Surberg (2008)       |
|      | Pfarrkirche St. Ulrich         | Neukirchen am Teisenberg, Gemeinde Teisendorf | | Pfarrverband Surberg              |
|      | Mariä Himmelfahrt              | Chieming                                      | St. Johannes Baptist in Stöttham | Pfarrverband Chieming (1991)      |
|      | St. Laurentius                 | Hart (Chieming)                               | | Pfarrverband Chieming             |
|      | Mariä Himmelfahrt              | Ising (Chieming)                              | | Pfarrverband Chieming             |
|      | St. Laurentius                 | Nußdorf (Chiemgau)                            | St. Nikolaus und Johannes Baptist in Sondermoning | Pfarrverband Chieming             |
|      | St. Ägidius                    | Bergen (Chiemgau)                             | Maxhüttenkapelle Hausener Kapelle Säulner Kapelle Kriegerkapelle Filialkirche St. Jakobus in Bernhaupten Oeder-Kapelle in Oed Pattenberger-Kapelle in Plattenberg Lourdeskapelle in Pletschach | Pfarrverband Hl. Franz von Assisi |
|      | Sankt Peter und Paul           | Erlstätt, Gemeinde Grabenstätt                | | Pfarrverband Hl. Franz von Assisi |
|      | St. Maximilian                 | Grabenstätt                                   | Filialkirche St. Johann Kapelle in Bergen Kapelle in Brodeich Hofkapelle im Flur Buch Hofkapelle in Hirschau Lorettokapelle im Marwang Lourdeskapelle in Osterbuchberg Kapelle in Flur Winkl bei Grabenstätt Hofkapelle in Zeiering | Pfarrverband Hl. Franz von Assisi |
|      | Mariä Himmelfahrt              | Vachendorf                                    | Filialkirche St. Georg am Berg in St. Georg am Berg Filialkirche St. Margaretha in Einharting | Pfarrverband Hl. Franz von Assisi |
|      | Mariä Himmelfahrt              | Grassau                                       | St. Margaretha in Mietenkam | Pfarrverband Grassau              |
|      | Pfarrkirche Hl. Blut           | Marquartstein                                 | Angebaute Muttergotteskapelle Schlosskapelle St. Bartholomäus und St. Vitus Muttergotteskapelle Filialkirche St. Wolfgang am Schnappenberg Hofkapelle in Piesenhausen Nepomuk-Kapelle in Nepomuk-Kapelle | Pfarrverband Grassau              |
|      | St. Michael                    | Rottau (Grassau)                              | Sankt-Leonhards-Kapelle | Pfarrverband Grassau              |
|      | St. Andreas                    | Staudach-Egerndach                            | Lourdeskapelle Nähe Einöd | Pfarrverband Grassau              |
|      | Pfarrkirche St. Pankratius     | Reit im Winkl                                 | Kriegergedächtniskapelle Almkapelle St. Anna Obere Hemmersuppenalm in Blindau Kapelle in Entfelden Alt-St. Pankraz am Eck in Entfelden Bergkirche St. Johann im Gebirg in Winklmoos-Alm Almkapelle in Winklmoosalm Kronbichler Kapelle in Oberbichl | Geplanter Pfarrverband            |
|      | Pfarrkirche St. Remigius       | Schleching                                    | Weilerkapelle in Achberg Ortskapelle in Ettenhausen Ortskapelle in Mettenham Ortskapelle in Mühlau Filialkirche St. Maria in Raiten Kapelle St. Servatius in Streichen | Geplanter Pfarrverband            |
|      | Pfarrkirche St. Martin         | Unterwössen                                   | Martinikapelle Kreuzkapelle Dorfkapelle in Hinterwössen | Geplanter Pfarrverband            |
|      | Kirche St. Rupertus            | Hammer (Siegsdorf)                            | | Pfarrverband Siegsdorf            |
|      | Pfarrkirche Mariä Empfängnis   | Siegsdorf                                     | Kapelle St. Primus und Mariae Heimsuchung in Bad Adelholzen Schwesternheim Bad Adelholzen Nepomuk-Kapelle in Höpfling Kloster Maria Eck Wallfahrtskirche Maria Eck Wegkapelle in Scharam Kapelle in Daxlberg - Buchwald Filialkirche St. Johannes der Täufer in St. Johann Weilerkapelle in Stein                                                                              | Pfarrverband Siegsdorf            |
|      | Pfarrkirche St. Stephan        | Otting (Waging am See)                        | Filialkirche St. Anna in Tettelham Filialkirche St. Nikolaus in Kirchhalling Wegkapelle mit Zeltdach | Pfarrverband Waging (1991)        |
|      | St. Leonhard                   | St. Leonhard am Wonneberg                     | | Pfarrverband Waging               |
|      | St. Martin                     | Waging am See                                 | Filialkirche St. Rupertus (Gaden, Waging am See) Kapelle in Gessenberg Schlosskapelle St Mariä Himmelfahrt in Gessenberg Wegkapelle in Hahnbaum Feldkapelle in Holzhausen Feldkapelle in Feldkapelle Wegkapelle in Jakobspoint Wegkapelle in Kleeham Wallfahrtskirche Mariä Heimsuchung in Mühlberg                                                                            | Pfarrverband Waging               |

### Ehemaliges Dekanat Baumburg
| Bild | Pfarrkirche                                                        | Ort                                    | Filialkirchen | Anmerkungen                                                               |
| ---- | ------------------------------------------------------------------ | -------------------------------------- | --- | ------------------------------------------------------------------------- |
|      | Mariä Himmelfahrt                                                  | Asten, Gemeinde Tittmoning             | | Wallfahrtskirche mit Kuratie im Pfarrverband Tittmoning                   |
|      | Kloster Baumburg                                                   | Altenmarkt an der Alz                  | Filialkirche St. Ägidius in Altenmarkt Filialkirche St. Petrus und Paulus in Kirchberg Filialkirche St. Jakobus der Ältere in Rabenden (Altar des Meisters von Rabenden) Wallfahrtskirche St. Wolfgang in St. Wolfgang                                                   | Baumburg ist ein Ortsteil von Altenmarkt an der Alz Pfarrverband Baumburg |
|      | St. Andreas                                                        | Engelsberg                             | Filialkirche Hl. Magdalena in Bennoberg Filialkirche St. Johannes der Täufer in Maisenberg Filialkirche Hl. Ulrich in Schnabling | Pfarrverband Garching-Engelsberg                                          |
|      | St. Laurentius                                                     | Freutsmoos, Gemeinde Palling           | | Pfarrverband PV Garching an der Alz                                       |
|      | Herz Jesu                                                          | Garching an der Alz                    | | Pfarrverband Garching an der Alz                                          |
|      | St. Nikolaus                                                       | Garching an der Alz                    | | Pfarrverband Garching an der Alz                                          |
|      | St. Martinus                                                       | Kay, Gemeinde Tittmoning               | | Pfarrverband Tittmoning                                                   |
|      | St. Martin                                                         | Kienberg                               | | Pfarrverband Obing                                                        |
|      | St. Peter und Paul                                                 | Lindach, Stadt Trostberg               | | Pfarrverband Trostberg-Schwarzau                                          |
|      | St. Thomas                                                         | Oberfeldkirchen, Stadt Trostberg       | Filialkirche St. Nikolaus in Tinning | Pfarrverband Trostberg-Schwarzau                                          |
|      | St. Laurentius                                                     | Obing                                  | Filialkirche St. Jakobus in Albertaich Filialkirche St. Ägidius in Diepoldsberg | Pfarrverband Obing                                                        |
|      | Mariä Geburt                                                       | Palling                                | Filialkirche in Brünning Filialkirche Kirchberg in Oberweißenkirchen Genghamer Kircherl | Pfarrverband Palling-Freutsmoos                                           |
|      | St. Peter und Paul                                                 | Peterskirchen, Gemeinde Tacherting     | Filialkirche St. Vitus in Emertsham | Pfarrverband Tacherting                                                   |
|      | St. Nikolaus                                                       | Pittenhart                             | | Pfarrverband Obing                                                        |
|      | St. Thomas und St. Stephan                                         | Seebruck, Gemeinde Seeon-Seebruck      | | Pfarrverband Seeon-Seebruck                                               |
|      | St. Lambert                                                        | Seeon, Gemeinde Seeon-Seebruck         | Filialkirche St. Ägidius in Niederseeon Filialkirche St. Maria in Bräuhausen Filialkirche St. Martin in Ischl | Pfarrverband Seeon-Seebruck                                               |
|      | St. Georg                                                          | Sankt Georgen, Stadt Traunreut         | Filialkirche St. Johannes der Täufer in Irsing Schlosskapelle Maria Schnee in Stein a.d.Traun | Pfarrverband Traunreut                                                    |
|      | Unserer Lieben Frau                                                | Tacherting                             | |                                                                           |
|      | Mariä Himmelfahrt an der Stelle des ehemaligen Burgstalls Tengling | Taching am See                         | Kirche St. Petrus in Taching am See Kirche St. Coloman in Coloman Kirche St. Florian in Tettenhausen in Waging am See | Pfarrverband Am Tachinger See                                             |
|      | St. Laurentius                                                     | Tengling                               | | Pfarrverband Am Tachinger See                                             |
|      | St. Laurentius                                                     | Tittmoning                             | Allerheiligenkirche in Tittmoning Burgkirche St. Michael in Tittmoning Wallfahrtskirche Maria Brunn in Ponlach Filialkirche St. Georg in Kirchheim Filialkirche St. Nikolaus in Hof Filialkirche St. Pankratius in Meggenthal Filialkirche St. Peter und Paul in Lanzing | Pfarrverband Tittmoning                                                   |
|      | St. Vitus                                                          | Törring                                | Filialkirche St. Johannes Baptista in Weilham | Pfarrverband Am Tachinger See                                             |
|      | Zum Heiligsten Erlöser                                             | Traunreut                              | | Pfarrverband Traunreut                                                    |
|      | Mariä Geburt                                                       | Traunwalchen, Stadt Traunreut          | Filialkirche St. Magdalena in Kirchstätt Wallfahrtskapelle Frauenbrunn | Pfarrverband Traunreut                                                    |
|      | St. Andreas                                                        | Trostberg                              | Filialkirche St. Sixtus und Sebastian in Deinting Krankenhauskapelle St. Elisabeth Burgkapelle St. Michael Vormarktkapelle St. Sebastian | Pfarrverband Trostberg                                                    |
|      | Mariä Himmelfahrt                                                  | Schwarzau, Stadt Trostberg             | Filialkirche Mariä Himmelfahrt in Mögling | Pfarrverband Trostberg-Schwarzau                                          |
|      | St. Johannes Baptist                                               | Truchtlaching, Gemeinde Seeon-Seebruck | | Pfarrverband Seeon-Seebruck                                               |